# Jizhar Kohen
Jizhar Kohen (hebr.: יזהר כהן, ang. Izhar Cohen, ur. 13 marca 1951 w Tel Awiwie) – izraelski muzyk, piosenkarz i aktor, zwycięzca 23. Konkursu Piosenki Eurowizji (1978).

## Życiorys
Dorastał w Giwatajim. Zaczął śpiewać jako mały chłopiec, występował razem ze swoim ojcem. W wieku 18 lat dołączył do izraelskiej grupy muzycznej Nachal.
W 1978 wraz z grupą Alphabeta reprezentował Izrael podczas 23. Konkursu Piosenki Eurowijzi. 22 kwietnia 1978 wystąpili w finale konkursu z piosenką „A-Ba-Ni-Bi”, z którą zajęli pierwsze miejsce. Tytuł piosenki oznacza „Kocham Cię”.
Cohen powrócił na konkurs w 1985, do którego zgłosił się z utworem „Olé, Olé”, z którą zajął 5. miejsce. Brał również udział w krajowych selekcjach do konkursu w 1987 i 1996, ale nie wygrał żadnych z nich.